# Shanghai Pudong Street Circuit
Der Shanghai Pudong Street Circuit war eine temporäre Motorsport-Rennstrecke im Stadtteil Pudong der Millionenstadt Shanghai in China. Im Prinzip handelte es sich um 2 unterschiedliche Stadtkurse die im Abstand von 6 Jahren je einmal für ein Rennen in der chinesischen Metropole im Wirtschafts- und High-Tech-Bezirk Pudong für je eine Veranstaltung der DTM angelegt wurden.

## Geschichte
Das erste Rennen der DTM wurde am 18. Juli 2004 gestartet, zählte aber nicht zur Meisterschaft. Die Strecke war damals 2,85 km lang und wurde zu Füssen des Oriental Pearl Towers angelegt. Im ersten Rennen riss das vor Bernd Mayländer befindliche Fahrerfeld beim Überfahren einen Kanaldeckel aus der Halterung und der Mercedes-Benz von Mayländer blieb, durch den Aufprall auf den Kanaldeckel abrupt abgebremst, mitten auf der Strecke stehen. Das Rennen wurde abgebrochen, und alle 72 Kanaldeckel festgeschweisst. Aufgrund des Zeitverzuges konnte nur das erste Rennen neugestartet werden, das zweite Rennen wurde abgesagt. Gary Paffett auf Mercedes-Benz gewann das Rennen.
2010 startete die DTM erneut in Pudong, diesmal mit einer 2,465 km langen, neuen Streckenführung, die etwa 4 km südöstlich des alten Kurses angelegt wurde. Am 28. November 2010 wurde hier das Finale der DTM gestartet.
Ursprünglich war auch 2011 ein DTM-Rennen in Shanghai auf dem Shanghai Pudong Street Circuit für den 6. November als Saisonfinale geplant. Das Rennen wurde allerdings vor Saisonbeginn abgesagt. Es wurde von den chinesischen Motorsportbehörden nicht genehmigt, da an diesem Wochenende bereits die Tourenwagen-Weltmeisterschaft auf dem chinesischen Guangdong International Circuit eine Veranstaltung austrug.